# Kenneth Blackburne
Pour les articles homonymes, voir Blackburne.
Sir Kenneth Blackburne, né le 12 décembre 1907 et mort le 4 novembre 1980, est le premier gouverneur général de la Jamaïque du 6 août 1962 au 30 novembre 1962.